# Fledermausquartier Brauereikeller Frankfurt (Oder)

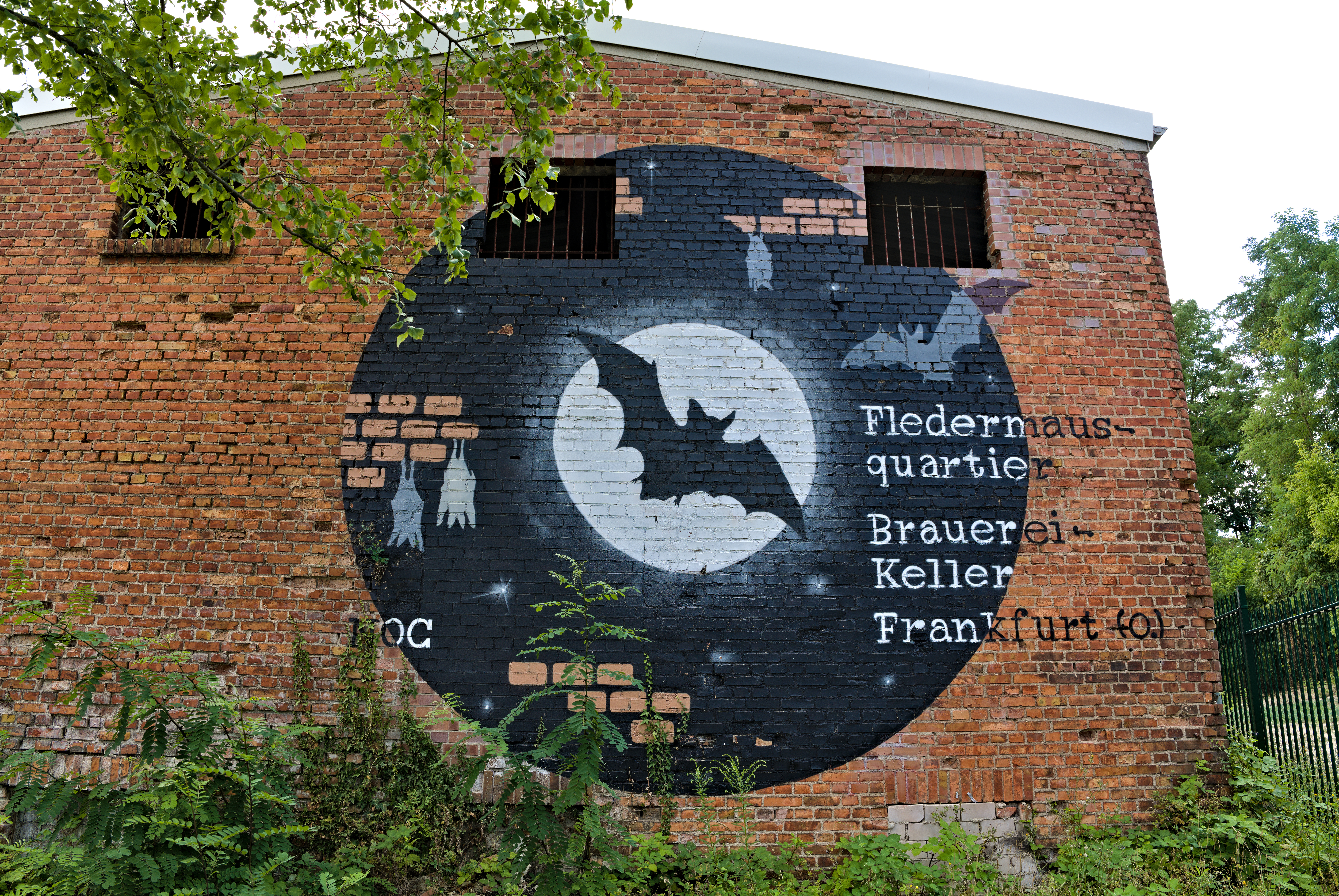
Brauereikeller 2022

Das Fledermausquartier Brauereikeller Frankfurt (Oder) liegt mitten im Zentrum der Stadt Frankfurt (Oder) in Brandenburg. Die Ruine ist eines der größten und wichtigsten Winterquartiere für Fledermäuse in Brandenburg und sogar in Deutschland. 1989 wurde eine Bürgerinitiative zur Erhaltung der Ruine bzw. gegen den vorgesehenen Abriss gebildet. Erste Schutzausweisungen für die Ruine als Fledermausschongebiet erfolgten durch Beschluss des Rates des Bezirkes Frankfurt (Oder) 1989 und 1990. Das Schutzgebiets-Ausweisungsverfahren in der Bundesrepublik wurde 1998 durch die Stadt per Verordnung zur einstweiligen Sicherstellung eröffnet, womit zugleich eine Veränderungssperre an der Ruine einsetzte. Eigentümer des Geländes ist seit 2003 die Stiftung Euronatur. Den Ankauf finanzierten neben Euronatur das Bundesamt für Naturschutz (BfN) und das Land Brandenburg. Im Januar 2003 wurde das Gelände mit einer Flächengröße von 1,34 ha als Naturschutzgebiet endgültig ausgewiesen. Schon 2000 wurde das Gelände auch als FFH-Gebiet Fledermausquartier Brauereikeller Frankfurt (Oder) mit einer Größe von 0,25 ha ausgewiesen. Unter mehr als 30 nachgewiesenen Fledermausarten ist vor allem das Große Mausohr zu finden. Für das Große Mausohr ist die Ruine aktuell das größte bekannte Winterquartier in Deutschland.

## Bedeutung
In der Ruine der 1950 stillgelegten Ostquell-Brauerei am Bahnhofsberg aus dem 19. Jahrhundert befindet sich ein Winterquartier für 1500 bis 2000 Fledermäuse (Stand 2020). Die oberen Etagen der Brauerei nutzte zu DDR-Zeiten ein benachbartes Freizeitgeschäft als Lagerraum für Klebstoffe, Lacke, Farben usw. Wegen der Unübersichtlichkeit z. B. der Mauerspalten und Löcher gibt es zudem eine Dunkelziffer bei der Anzahl der Fledermäuse. Als Winterquartier wird hauptsächlich der sich über 1.150 Quadratmeter erstreckende Keller aus sieben großen, bis zu 8 m hohen, Kellergewölben und den zugehörigen Verbindungsgänge genutzt, aber auch die beiden darüberliegenden Etagen werden in geringerem Umfang genutzt. Im frostfreien Kellergewölbe der Ruine herrschen um die fünf Grad Celsius und nahezu 100 Prozent Luftfeuchtigkeit. Diese optimalen mikroklimatischen Bedingungen, die Nähe zur Oder mit ihrer Leitlinienfunktion und seine exponierte Lage am Oderhang machen die hohe Attraktivität für Fledermäuse aus. Bei der ersten Zählung 1987 wurden nur 250 Fledermäuse gezählt. Damals war die Ruine noch offen zugänglich gewesen, drei Stahltüren sicherten den Keller. Nachdem Naturschützer die Ruine abgesperrt hatten, zählte man Ende der 1990er Jahre bis zu 2500 Fledermäuse. Danach pendelte sich die Anzahl auf 1500 bis 2000 Fledermäuse ein. 1994 wurde der Bestand mit 1000 der fliegenden Säugetiere festgestellt. 1997 waren es 1500, 2002 2200 und 2007 1837, davon 811 Große Mausohren. Im Winter 2007/2008 überwinterten 2023 Fledermäuse in der ehemaligen Brauerei, darunter auch Tiere der seltenen Teichfledermaus, der Großen Bartfledermaus und der Kleinen Bartfledermaus. Von der Müritz bis hin zu Tschechien wurden die in Frankfurt beringten Tiere schon entdeckt. In der Ruine beringte man zudem auch Fledermäuse. Die Mehrzahl der in der ehemaligen Brauerei überwinternden Mausohren stammt nach Ansicht der Fledermaus-Forscher aus West-Polen. In allen Wintern anwesend waren nur vier Fledermausarten. In abnehmender Häufigkeit handelt es sich bei den jährlich anwesenden Arten um Großes Mausohr, Fransenfledermaus, Wasserfledermaus und Braunes Langohr.

## Schutzmaßnahmen
Ab 1988 erfolgten erste Sicherungsmaßnahmen an der Ruine, die ab 1991 verstärkt wurden. So errichtete man nach 1989 einen Maschendrahtzaun, den der BUND aus Westdeutschland sponserte. Es erfolgten regelmäßige Kontrollen gegen unbefugtes Betreten des Gebäudes. Immer wieder mussten sofortige Reparaturmaßnahmen, Anbringen von Schlossriegeln, Austausch defekter Schlösser usw. vom BUND Landesverband Brandenburg durchgeführt werden. Zu Beginn der 1990er Jahre gab es die Planung eines 8-stöckigen Parkhauses in Richtung der Oder. Dieses Parkhaus plante man direkt quer vor die Brauereiruine in einem Abstand von nicht einmal 10 m. Dieses Bauwerk hätte die Ein- und Ausflüge der Fledermäuse gestört. Durch Eingreifen der Fledermausschützer und der Stadt kam es zu einer Verkleinerung des Parkhauses von acht auf drei Ebenen, einer Abstandsvergrößerung der Bauten und des Anbringens von Schutzblenden mit Fassadenbegrünung gegen Lärm- und Staubemission. Eine wieder gegründete Aktiengesellschaft Ostquell-Brauerei AG mit Sitz in Hamburg zeigte Besitzansprüche für das Brauereigelände an, was zu Rechtsstreitverfahren führte. Für das Stadtplangebiet Am Bahnhofsberg erstellte die Stadt einen Bebauungsplan (B-Plan) mit einem grünen Pufferstreifen mit einer Tiefe von 40 m um die Ruine. Im B-Plan legte die Stadt bauliche Vorgaben fest, um den Wasserhaushalt im Winterquartier nicht zu verändern oder zu stören. Auch die Bauhöhen und -abstände wurden hinsichtlich vorhandener bekannter Flugschneisen und Jagdgebiete der Fledermäuse festgelegt. Gegen die Meldung der Ruine als FFH-Gebiet ging der Eigentümer 2000 erfolglos vor dem Verwaltungsgericht vor. Nach zwei Jahren zäher Verhandlungen verkaufte der Eigentümer 2003 das Gelände.
Die Ruine wird betreut durch den Landschaftspflegeverband Mittlere Oder. 2006 wurde im Rahmen von Arbeitsbeschaffungsmaßnahmen begonnen, das Gelände freundlicher zu gestalten, unter anderem wurde dort lagernder Müll entfernt. Seit 2018 laufen Sanierungsarbeiten an der Ruine, damit das Dach nicht einstürzt. Seit 2018 läuft das grenzübergreifende deutsch-polnische Schutzprojekt Interreg Natura Viadrina+ für die Fledermäuse in der Brauerei und der Festungsfront Oder-Warthe-Bogen. Es umfasst auch grenzübergreifende Schutzmaßnahmen für den Weißstorch, die Rotbauchunke und die Schlingnatter.
Im Sommer 2021 schloss man die Sanierungsarbeiten an der Ruine ab. Das Dach wurde saniert, neue Stützbalken aufgestellt. In einigen Räumen des Kellers dämmte man die Wände gegen Frost. An der Außenfassade installierte man Nistkästen für Mauersegler und schuf Nischen für Fledermäuse.